# Idaea numidaria
Idaea numidaria là một loài bướm đêm trong họ Geometridae.